# USS James E. Williams (DDG-95)
USS James E. Williams (DDG-95) — ескадрений міноносець КРО типу «Арлі Берк» ВМС США, серії IIa з 127/62-мм АУ. Сорок п'ятий корабель цього типу в складі ВМС, будівництво яких було схвалене Конгресом США. Побудований на корабельні Ingalls, розташованої в Паскагулі, штат Міссісіпі. Спущений на воду 25 червня 2003 року. Введений в експлуатацію 11 грудня 2004 року.

## Бойова служба
Корабль активно експлуатується у розгортаннях в зоні відповідальності 5-го і 6-го флотів ВМС США.
Вранці 30 жовтня 2007 року до штабу об'єднаних морських сил у Бахрейні надійшов дзвінок від Міжнародного морського бюро, розташованого в Куала-Лумпур, Малайзія, про надання допомоги північнокорейському вантажному судну «Дай Хонг Дан», яке було захоплене 29 жовтня сомалійськими піратами. Корабель знаходився приблизно в 60 морських милях (110 км) на північний схід від Могадішо, Сомалі. У той час есмінець знаходився приблизно в 50 морських милях (93 км) від судна і відправив вертоліт для розслідування ситуації. Есмінець прибув в районі корейського корабля опівдні за місцевим часом і зв'язався з піратами по радіо, наказавши їм здати зброю. У цей момент корейський екіпаж напав на сомалійських піратів, відновив контроль над кораблем і почав спілкуватися з «Джеймсом Е. Вільямсом» через радіозв'язок, вимагаючи надати медичну допомогу. Екіпаж заявив, що пірати контролюють місток, але екіпаж зберігає контроль за рульовим та інженерним простором. Екіпаж есмінця приблизно 12 годин надавав медичну допомогу членам екіпажу та сомалійським піратам на борту «Дай Хон Дана». Шість піратів потрапили в полон, один був убитий.
З 1 по 16 червня 2017 року есмінець під час навчань «Baltops 2017», які проходили в Балтійському регіоні, провів широкомасштабні комбіновані операції по забезпеченню безпеки на морі, включаючи протичовнову і протиповітряну оборону, а також морське переслідування.
29 листопада 2017 року есмінець з візитом прибув до порту Одеси де перебував до 2 грудня.

## Примітка
1. ↑  U.S. Navy Triumphs Over Pirates on the High Seas. Архів оригіналу за 4 січня 2010.
2. ↑  Ракетный эсминец USS "James E. Williams" (DDG 95) ВМС США прибыл с визитом в порт Киль, Германия. Архів оригіналу за 21 червня 2017.
3. ↑  Ракетний есмінець USS James E. Williams прибув до Одеси. Архів оригіналу за 19 грудня 2020.